# Phidippus regius
Espèce
Synonymes
- Phidippus purpurifer C. L. Koch, 1846
- Salticus sagraeus Lucas, 1857
- Attus miniatus Peckham & Peckham, 1883
- Dendryphantes variegatus limbatus Franganillo, 1930
- Phidippus tullgreni Wallace, 1950

Phidippus regius est une espèce d'araignées aranéomorphes de la famille des Salticidae.

## Distribution

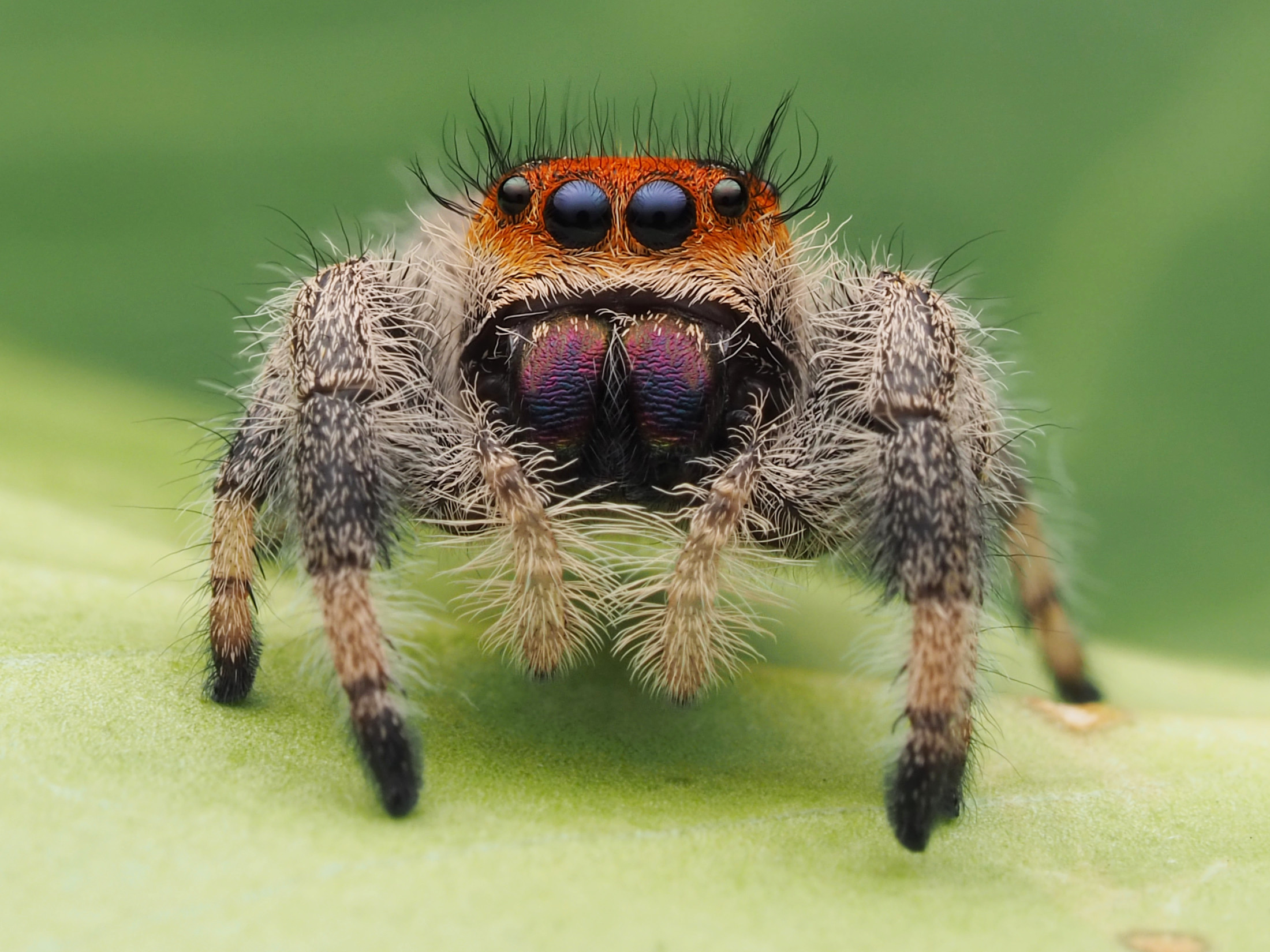
Phidippus regius femelle en Floride.

Cette espèce se rencontre aux États-Unis en Virginie, en Caroline du Nord, en Caroline du Sud, en Géorgie, en Alabama, au Mississippi et en Floride, aux Antilles aux Bahamas, à Cuba, en Jamaïque et à Hispaniola et aux Bermudes,,.
Elle est très commune en Floride[réf. souhaitée].
Elle a été introduite sur l’île de Pâques, peut-être par une seule femelle qui portait des œufs. La population de Phiddipus regius habitant sur l’Île de Pâques se démarque par une certaine partie de leurs pattes (les métatarses), qui sont plus pâles que celles des autres spécimens. Cette démarcation est causée par un appauvrissement génétique sévère chez cette population, puisque celle-ci est peu nombreuse.

## Habitat
On la trouve le plus souvent dans des espaces relativement ouverts, tels que les champs et forêts peu denses. Les adultes préfèrent les arbres ou les murs des bâtiments comme terrains de chasse. Elles construisent des nids de soie la nuit pour dormir, souvent dans des branches de palmier, ou dans d'autres endroits similaires. Les femelles pondent leurs œufs sous l'écorce des arbres, ou dans des endroits isolés des structures en bois comme les granges.

## Description

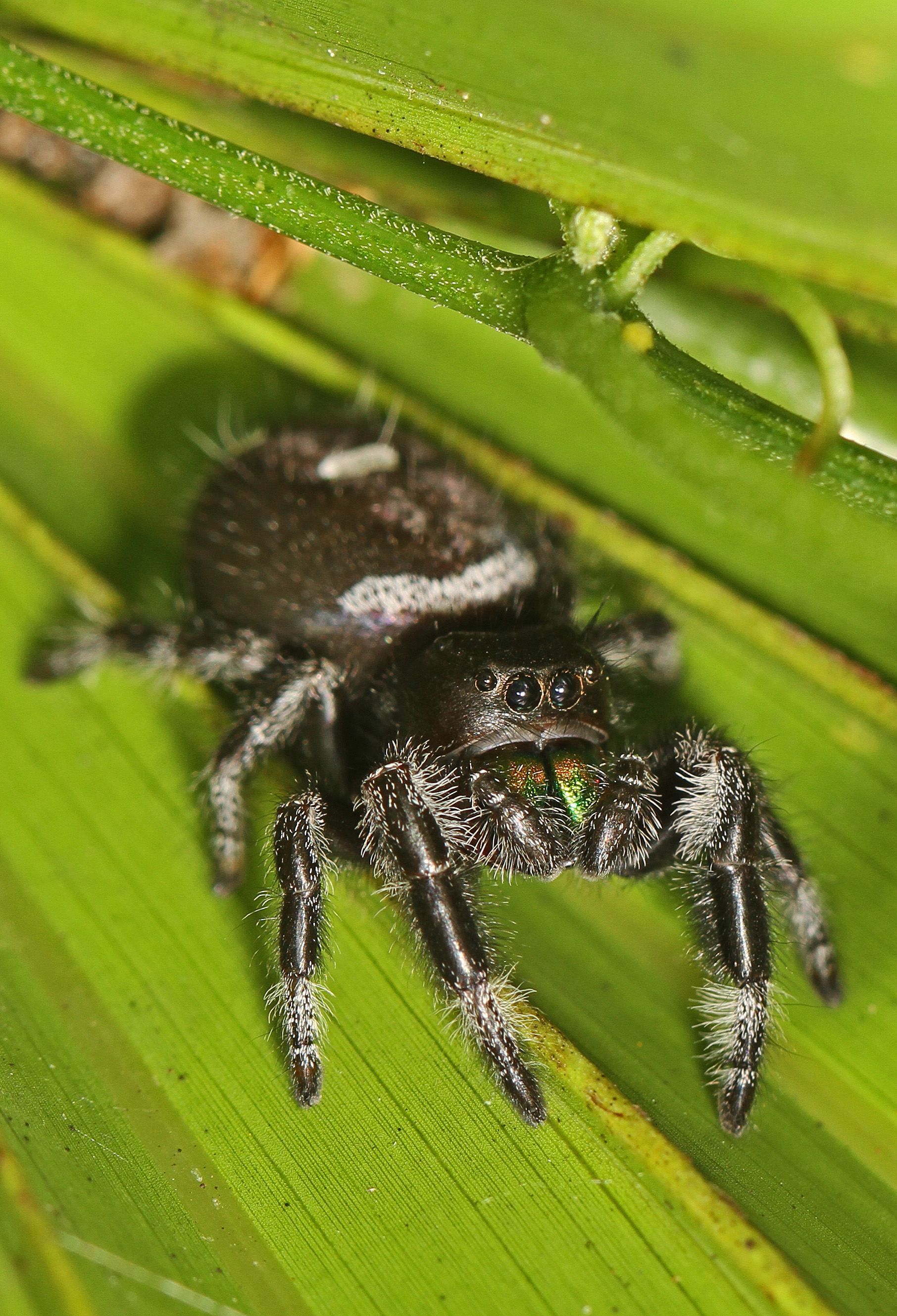
Phidippus regius.

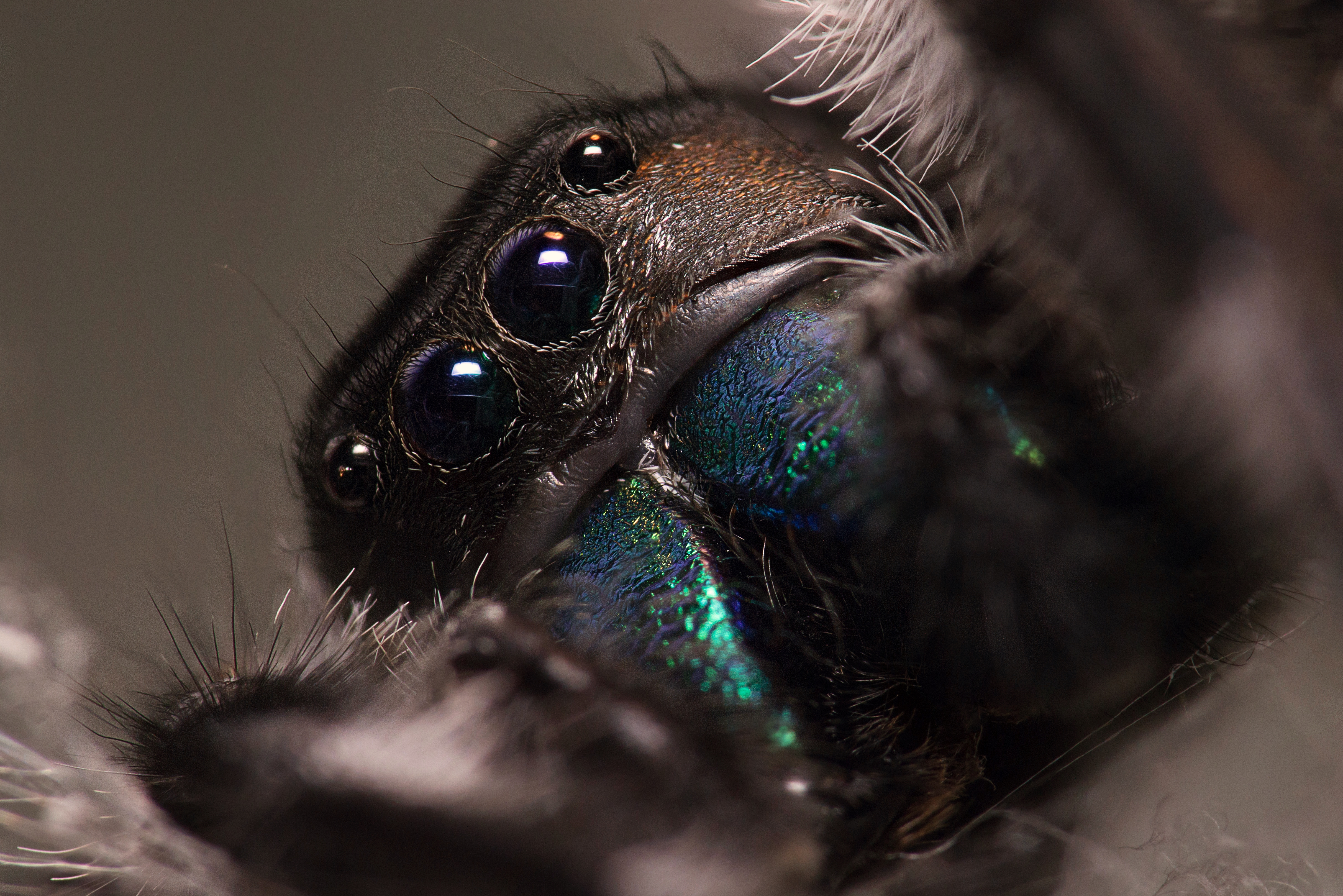
Phidippus regius mâle aux chélicères typiques bleu-vert métalliques.

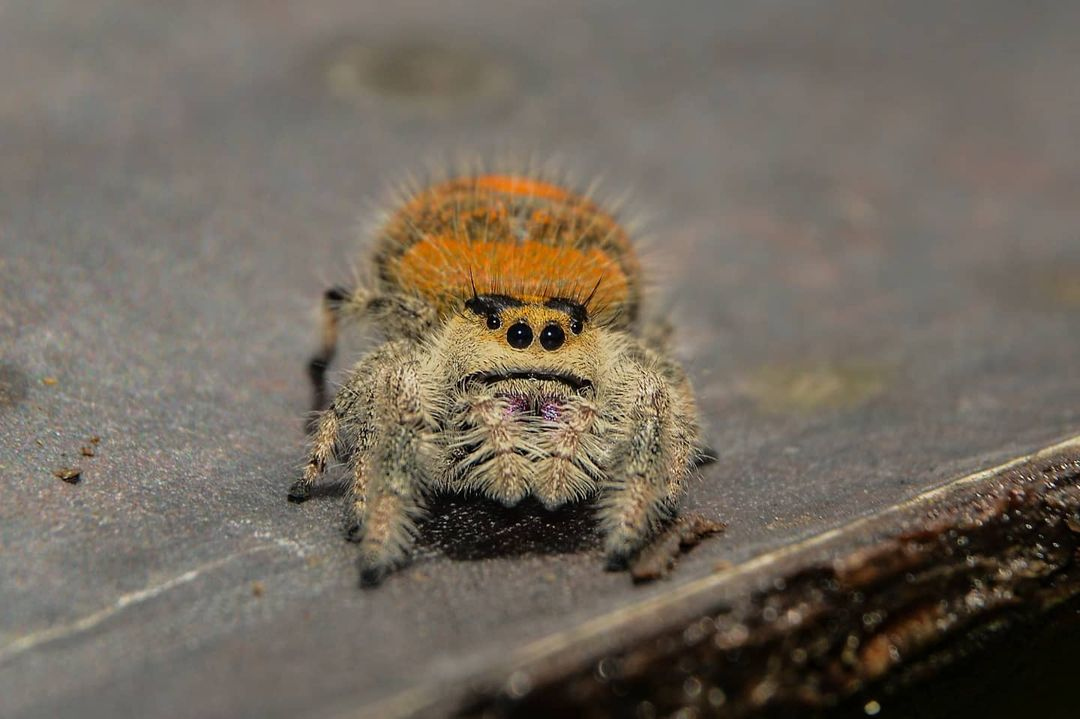
Phidippus regius femelle - Guadeloupe

Les mâles mesurent de 6,00 à 17,78 mm et les femelles de 6,63 à 21,88 mm. Elle est une des plus grandes espèces d'araignées sauteuses d'Amérique du Nord.
Cette araignée appartient au genre Phidippus, dont les individus sont identifiables par leur taille relativement importante et leurs chélicères irisées. Les mâles et les femelles se distinguent facilement : les mâles sont de couleur noire avec des taches ou des rayures blanches et leurs chélicères sont vert métallique. Les femelles portent souvent les mêmes motifs que les mâles, mais dans des nuances de gris à orange vif avec des chélicères bleu-violet métallique.

## En captivité
Cette espèce est très courante en terrariophilie.

### Environnement et conditions d’élevages
Un terrarium de dimensions minimales de 15 × 15 × 15 cm est obligatoire pour que la Phidippus regius puisse trouver ses proies plus facilement et grandir de façon optimale. L’élevage de plusieurs spécimens n’est pas recommandé au sein du même terrarium, car cette espèce a des tendances cannibales, surtout chez les juvéniles.
Une entrée d'air par le dessus est suffisante mais indispensable. Un petit terrarium en verre avec une grille d’aération convient très bien. L’ajout d’une lumière douce est fortement recommandé. Il est très important d’ajouter de la verdure, des branches, des écorces et tout autre élément naturel. Pour le substrat, il est recommandé un mélange de terre de coco, tourbe, vermiculite, sable (ou même du coton pour les premiers stades de la croissance) à maintenir humide.
La température du terrarium doit se maintenir entre 24 et 30 °C le jour, et retomber la nuit entre 16 et 24 °C. Quant à l’hygrométrie, elle doit être entre 50 % et 80 % le jour, et entre 70 % et 100 % la nuit.

### Alimentation
Cette espèce se nourrit de proies de sa taille, voire plus grandes. Elle chasse des mouches, blattes et des grillons, qu'elle soit jeune ou adulte. Phidippus regius se nourrit essentiellement pendant la journée. 

## Reproduction
Pour pondre ses œufs, Phidippus regius construit un nid de soie dans l’écorce des arbres (notamment les chênes et les pins) ou dans des fissures de maison. Le premier lot d’œufs contient environ 183 œufs, puis ce nombre diminue à chaque ponte. La diminution est assez prononcée : après 4 pontes, la moyenne d’œufs pondus au total est de 402, et de 715 au maximum.

## Publication originale
- (de) C. L. Koch, 1846 : Die Arachniden. Nürnberg, vol. 13, p. 1-234 (texte intégral).